# Vracejte konve na místo.
Vracejte konve na místo. je páté studiové album české black metalové kapely Master's Hammer. Vydáno bylo v roce 2012 vlastním nákladem (Jihosound Records).
Album vyhrálo cenu Anděl 2012 v kategorii Hard & heavy.
| „                                            | Okultisto, nihilisto, vracejte nám konve na místo! | “ |
| — Master's Hammer – Vracejte konve na místo. |                                                    |   |

## Seznam skladeb
| Pořadí         | Název                         | Délka |
| -------------- | ----------------------------- | ----- |
| 1.             | Nordfrostkrampfland           | 4:18  |
| 2.             | Šumava                        | 4:59  |
| 3.             | Ve vichru nicoty              | 3:54  |
| 4.             | Námořnická                    | 3:22  |
| 5.             | Podejte mi samopal            | 2:41  |
| 6.             | Dreaming Bulldog (Intermezzo) | 1:27  |
| 7.             | Vracejte konve na místo       | 3:37  |
| 8.             | Lovecraft                     | 4:16  |
| 9.             | Flammarion                    | 4:48  |
| 10.            | Lingam a mikve                | 2:50  |
| 11.            | Pantheismus dobra             | 3:59  |
| 12.            | Flammarion Fatal Mix          | 4:19  |
| Celková délka: | Celková délka:                | 44:41 |

## Sestava
- František Štorm – vokály, kytara, baskytara, syntezátory
- Necrocock – zpěv
- Jan Kapák – bicí
- Joe Harper – samply